# Recessione gengivale

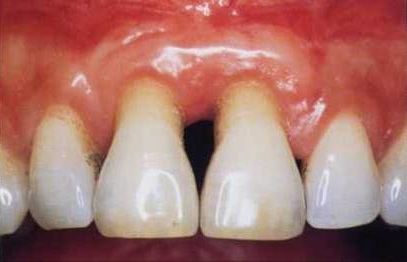
Recessione parodontale a livello degli incisivi centrali mascellari

Con il termine recessione gengivale viene comunemente indicato lo spostamento in senso apicale del margine gengivale libero. La causa più frequente è una errata igiene orale utilizzando spazzolini a setole dure con movimenti diretti orizzontalmente; tale abitudine traumatizza le zone più esposte e non deterge a sufficienza le zone interprossimali.
Le zone maggiormente esposte all'azione dello spazzolino sono a livello della regione canino-premolare, ciò è dovuto alla localizzazione di tali elementi dentari sulla porzione di massima curvatura dell'arcata dentaria. In questa sede anatomica le radici sono meno protette dall'osso corticale, più sottile o addirittura assente. Altre zone soggette a esposizione radicolare sono quelle vestibolari e linguali degli incisivi inferiori e le radici mesiali e palatali dei primi molari superiori. 
È di frequente riscontro una localizzazione nel settore sinistro per le persone destrimani e destro per le mancine. Ciò è dovuto alla maggior comodità di spazzolamento che determina una maggior persistenza nel lato controlaterale all'arto utilizzato nelle manovre di igiene orale domiciliare. Tuttavia in alcuni casi si può osservare il fenomeno inverso. Ciò è dovuto alla maggior forza esercitata omolateralmente su denti e gengive a seguito dell'avvicinamento dell'avambraccio al braccio nel cambio di direzione dello spazzolamento.
Per il fatto che la recessione coinvolge contemporaneamente gengiva, osso alveolare, legamento parodontale e cemento radicolare, ovvero tutti i tessuti costituenti il parodonto, sarebbe più opportuna la denominazione di recessione parodontale.